# Немцишор
Немцишор (рум. Nemțișor) — село у повіті Нямц в Румунії. Входить до складу комуни Винеторі-Нямц.
Село розташоване на відстані 311 км на північ від Бухареста, 35 км на північ від П'ятра-Нямца, 100 км на захід від Ясс.

## Населення
За даними перепису населення 2002 року у селі проживали 1627 осіб, усі — румуни. Усі жителі села рідною мовою назвали румунську.